# Coupe du monde masculine de roller derby 2014
Pour les articles homonymes, voir Coupe du monde de roller derby.
Navigation
Édition suivante
La Coupe du monde de roller derby 2014 est le premier tournoi international de roller derby sur piste plate pour homme. Elle est accueillie par la  ville de Birmingham en Angleterre sur le week-end du 14 au 16 mars 2014. Elle permet à 15 équipes de patineurs de représenter les couleurs de leur pays au plus haut niveau.

## Pays participants

Pays participants à la Coupe du Monde (en rouge)

Les quinze équipes prenant part à cette première édition sont :
| Nations        | Clubs représentés |
| -------------- | --- |
| Allemagne      | Delta Quads, Hot Outstanding Super Sailor Allstars, South German Men's Roller Derby |
| Angleterre     | Crash Test Brummies, Lincolnshire Rolling Thunder, Manchester Roller Derby, Southern Discomfort Roller Derby, The Inhuman League, Tyne and Fear |
| Argentine      | Buenos Aires Conspiracy, Harm City Homicide, Rayo Naranja, ThunderQuads Roller Derby |
| Australie      | Brisbane City Rollers, Light City Derby, Perth Men's Derby, Sydney City SMASH, Tasmania Men's Derby, Tweed Valley Rollers, Victorian Vanguard |
| Belgique       | De Kevins, The Mons'ter Munch Derby Dudes |
| Canada         | Glenmore Reservoir Dogs, Montreal Mont Royals, Ottawa Slaughter Squad, Red Deer Dreadnaughts, River City Riot, Vancouver Murder |
| Écosse         | Bairn City Rollers, Capital City Roller Derby, Granite City Brawlermen, Mean City Roller Derby, Milton Keynes Roller Derby, Tyne and Fear, The Jakey Bites |
| États-Unis     | Cincinnati Battering Rams, Dallas Deception, Magic City Misfits, Mass Maelstrom Roller Derby, New York Shock Exchange, Puget Sound Outcasts, St. Louis GateKeepers, Your Mom Men's Derby                                                                              |
| Finlande       | Tampere Rollin' Bros ainsi que des joueurs sans affiliation |
| France         | Brain Damage, Kamiquadz, Orcet, Panam Squad, Southern Discomfort Roller Derby, Toulouse Quad Guards, Zombeers |
| Irlande        | Belfast Men's Roller Derby, Drive-by City Rollers, Dublin Capital Offence, Manchester Roller Derby, Pig Town Boys, Plymouth City Roller Girls, St. Louis GateKeepers, Southern Discomfort Roller Derby                                                                |
| Japon          | Joueurs sans affiliation |
| Pays-Bas       | Amsterdam Derby Dames, Arnhem Airbomb Rollers, Breda Suckcity Rollers, Crash Test Brummies, Eastside RocknRollers, Eindhoven Bruisers, Gronigen Roaring Thunder, Heerlen Pink Peril, Karlsruhe RockArollers, Lincolnshire Rolling Thunder, Rotterdam Death Row Honeys |
| Pays de Galles | Milton Keynes Roller Derby, Southern Discomfort Roller Derby, South Wales Silures |
| Suède          | Gothenburg Salty Seamen, Luleå, Malmö Royals, Västerås |

La compétition est organisée en deux phases de poules. Dans la première phase, trois groupes de 4 équipes et un de 3 sont mis en place et chaque équipe joue contre les autres équipes de son groupe. Un classement est alors établi en fonction des victoires.
- Groupe rouge : Finlande, États-Unis et Pays de Galles,
- Groupe orange : Belgique, Canada, Écosse et Japon,
- Groupe vert : Angleterre, Argentine, Pays-Bas et Suède
- Groupe bleu : Allemagne, Australie, France, et Irlande[3].

## Première phase
La première phase se déroule le 14 mars.

### Résultats
- France 145 - 30 Irlande
- Pays de Galles 107 - 35 Finlande
- Australie 57 - 117 France
- Belgique 241 - 88 Japon
- Irlande 62 - 22 Allemagne
- Canada 220 - 18 Écosse
- Angleterre 363 - 0 Suède
- Australie 111 - 65 Irlande
- Canada 349 - 11 Japon
- Angleterre 345 - 22 Pays-Bas
- États-Unis 217 - 13 Pays de Galles
- Allemagne 14 - 251 France
- Belgique 82 - 98 Écosse
- Suède 59 - 176 Argentine
- Australie 232 - 12 Allemagne
- Japon 73 - 247 Écosse
- Suède 72 - 101 Pays-Bas
- Finlande 0 - 314 États-Unis
- Argentine 51 - 158 Angleterre

### Classements
| Équipe         | PJ | V | D | PP  | PC  | Diff |
| -------------- | -- | - | - | --- | --- | ---- |
| États-Unis     | 2  | 2 | 0 | 531 | 13  | 518  |
| Pays de Galles | 2  | 1 | 1 | 120 | 252 | -132 |
| Finlande       | 2  | 0 | 2 | 35  | 421 | -386 |

| Équipe   | PJ | V | D | PP  | PC  | Diff |
| -------- | -- | - | - | --- | --- | ---- |
| Canada   | 2  | 2 | 0 | 569 | 29  | 540  |
| Écosse   | 3  | 2 | 1 | 363 | 375 | -12  |
| Belgique | 2  | 1 | 1 | 323 | 186 | 137  |
| Japon    | 3  | 0 | 3 | 172 | 837 | -665 |

| Équipe     | PJ | V | D | PP  | PC  | Diff |
| ---------- | -- | - | - | --- | --- | ---- |
| Angleterre | 3  | 3 | 0 | 866 | 73  | 793  |
| Argentine  | 2  | 1 | 1 | 227 | 217 | 10   |
| Pays-Bas   | 2  | 1 | 1 | 123 | 417 | -294 |
| Suède      | 3  | 0 | 3 | 131 | 640 | -509 |

| Équipe    | PJ | V | D | PP  | PC  | Diff |
| --------- | -- | - | - | --- | --- | ---- |
| France    | 3  | 3 | 0 | 513 | 101 | 412  |
| Australie | 3  | 2 | 1 | 400 | 194 | 206  |
| Irlande   | 3  | 1 | 2 | 157 | 278 | -121 |
| Allemagne | 3  | 0 | 3 | 48  | 545 | -497 |

## Phase éliminatoire

### Poule de qualification
Les matchs de classements ont lieu les 15 et 16 mars 2014.
|  | Quarts de finale | Quarts de finale |            |        | Demi-finales           | Demi-finales |  |  | Finale | Finale |
|  | Quarts de finale | Quarts de finale |            |        | Demi-finales           | Demi-finales |  |  | Finale | Finale |
|  |                  |                  |            |        |                        |              |  |  |        |        |
|  |                  |                  |            |        |                        |              |  |  |        |        |
|  |                  |                  |            |        |                        |              |  |  |        |        |
|  | Angleterre       | 388              |            |        |                        |              |  |  |        |        |
|  | Angleterre       | 388              |            |        |                        |              |  |  |        |        |
|  | Australie        | 138              |            |        |                        |              |  |  |        |        |
|  | Australie        | 138              | Angleterre | 227    |                        |              |  |  |        |        |
|  |                  |                  | Angleterre | 227    |                        |              |  |  |        |        |
|  |                  | France           | 112        |        |                        |              |  |  |        |        |
|  | France           | France           | 112        | 310    |                        |              |  |  |        |        |
|  | France           |                  |            | 310    |                        |              |  |  |        |        |
|  | Argentine        | 102              |            |        |                        |              |  |  |        |        |
|  | Argentine        | 102              | Angleterre | 71     |                        |              |  |  |        |        |
|  |                  |                  | Angleterre | 71     |                        |              |  |  |        |        |
|  |                  | États-Unis       | 260        |        |                        |              |  |  |        |        |
|  | États-Unis       | États-Unis       | 260        | 557    |                        |              |  |  |        |        |
|  | États-Unis       |                  |            | 557    |                        |              |  |  |        |        |
|  | Écosse           | 40               |            |        |                        |              |  |  |        |        |
|  | Écosse           | 40               | États-Unis | 307    |                        |              |  |  |        |        |
|  |                  |                  | États-Unis | 307    | Match pour la 3e place |              |  |  |        |        |
|  |                  | Canada           | 127        |        |                        |              |  |  |        |        |
|  | Canada           | Canada           | 127        | 281    |                        |              |  |  |        |        |
|  | Canada           |                  |            | 281    |                        |              |  |  |        |        |
|  | Pays de Galle    | 46               |            | France | 111                    |              |  |  |        |        |
|  | Pays de Galle    | 46               |            | France | 111                    |              |  |  |        |        |
|  |                  |                  |            |        |                        |              |  |  | Canada | 196    |
|  |                  |                  |            |        |                        |              |  |  | Canada | 196    |

### Matchs de classements
Premier tour
- Irlande 416 - Japon 85
- Belgique 163 - 213 Allemagne
- Finlande 315 - Suède

Deuxième tour
- Japon 132 - 297 Belgique
- Irlande 216 - 74 Allemagne
- Finlande 303 - 85 Pays-Bas

Matchs de classement
- 13e place : Belgique 240 - 126 Suède
- 9e place : Irlande 163 - 232 Finlande
- 5e place : Australie 201 - 200 Pays de Galles

## Classement final
| 1  | États-Unis     |
| 2  | Angleterre     |
| 3  | Canada         |
| 4  | France         |
| 5  | Australie      |
| 6  | Pays de Galles |
| 7  | Écosse         |
| 7  | Argentine      |
| 9  | Finlande       |
| 10 | Irlande        |
| 11 | Pays-Bas       |
| 11 | Allemagne      |
| 13 | Belgique       |
| 14 | Suède          |
| 15 | Japon          |